# Schaffhouse-sur-Zorn
Schaffhouse-sur-Zorn è un comune francese di 399 abitanti situato nel dipartimento del Basso Reno nella regione del Grand Est.

## Società

### Evoluzione demografica
Abitanti censiti